# Universe (Freizeitpark)
Koordinaten: 55° 2′ 29″ N, 9° 48′ 36″ O
Der Freizeitpark, der in Nordborg auf der süddänischen Insel Als direkt neben Firmensitz des Unternehmens Danfoss liegt, wurde am 5. Mai 2005 von Kronprinz Frederik und Kronprinzessin Mary von Dänemark unter dem Namen Danfoss Universe eröffnet. Im Jahre 2013 wurde der Name des Parks geändert und in eine eigenständige gemeinnützige Stiftung umgewandelt. Seitdem lautet der Name Universe. Die Attraktionen und Erlebnisangebote im Park sollen die Besucher für Naturwissenschaft und Technik begeistern. Der Park bezeichnet sich selbst als „Erlebnispark, in dem Wissenschaft Spaß macht“ bzw. „wo Spaß eine Wissenschaft ist“ (dänische Originalversion).
Der Park ist im Sommerhalbjahr geöffnet, 2025 ab 12. April. Einzelne Tage sind für den Besuch von Schulklassen reserviert.

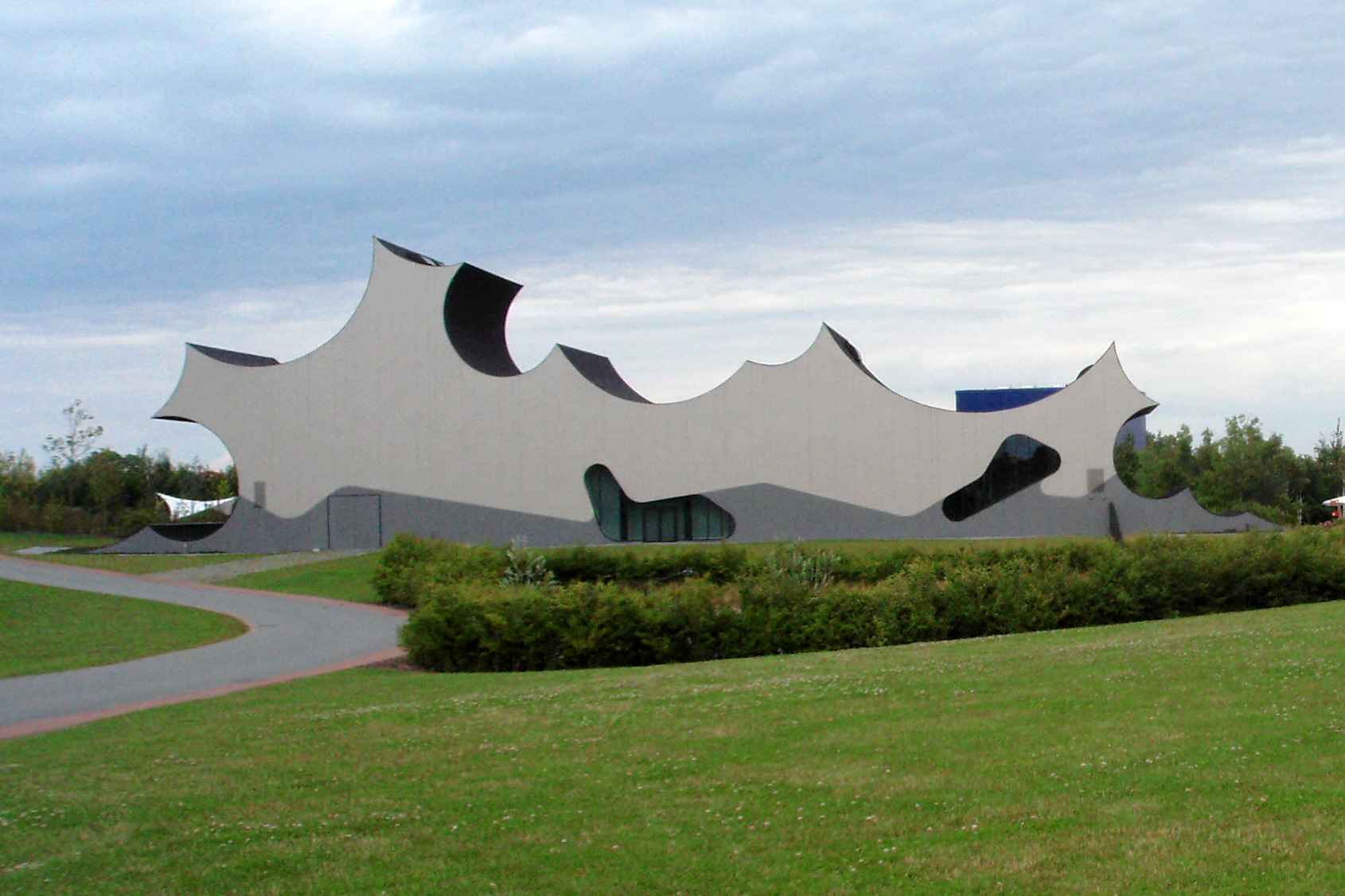
Cumulus Gebäude

## Attraktionen (Auswahl)
- Mittelpunkt des Parkes ist der Blue Cube, Islands Beitrag zur EXPO 2000, in dem Blitze, ein Vulkan, ein Gletscher sowie ein Geysir mit einer Höhe von 18 Metern simuliert werden.
- 2007 wurden im Park die erste Segwaybahn in Europa sowie Dänemarks erste eisfreie Outdoor-Schlittschuhbahn eingeweiht.
- Das vom Berliner Architekten Jürgen Mayer H. entworfene Ausstellungsgebäude Cumulus wurde vom amerikanischen Magazin Condé Nast Traveler USA zu einem der architektonischen Weltwunder 2007 gewählt. Das Gebäude beschäftigt sich mit neuester Technik; es wird unter anderem die Funktionsweise eines iPod und die Programmierung eines Computerspiels erklärt.
- 2008 eröffnet die neue Attraktion Lift a car, bei der die Besucher durch das Hebelgesetz einen Personenwagen mit ihrer eigenen Muskelkraft vom Boden heben können.